# Silvana Armenulić
Silvana Armenulić, właśc. Zilha Bajraktarević (ur. 18 maja 1938 w Doboju, zm. 10 października 1976 we wsi Kolari k. Smedereva) – bośniacka i jugosłowiańska piosenkarka i aktorka.

## Życiorys
Pochodziłą z muzułmańskiej rodziny z Doboju. Była trzecim z trzynaściorga dzieci właściciela cukierni Mehmeda Bajraktarevicia i Hajriji. Zaczęła śpiewać w szkole podstawowej, w tym czasie uczyła się także gry na mandolinie, podarowanej jej przez rodziców. Po ukończeniu ósmej klasy porzuciła naukę w szkole i zaczęła śpiewać w lokalnej kafanie Acy Stepicia. W 1954 przeniosła się do Sarajewa, gdzie występowała pod pseudonimem Zilha. Przełom w jej karierze przyniosło spotkanie z akordeonistą Ismetem Alajbegovicia Šerbo, który zachwycony jej głosem zaproponował wspólne występy. W 1958 w Leskovacu spotkała Tomę Zdravkovicia, który przyjechał do miasta w poszukiwaniu pracy. Głos Zdravkovicia tak spodobał się młodej wokalistce, że zaproponowała mu występy w duecie. Przez kolejne dwa lata występowali wspólnie. W 1959 koncertem w hotelu Bristol rozpoczęła występy w Belgradzie. Przyjęła wtedy pseudonim Silvana, nawiązujący do włoskiej aktorki Silvany Mangano. Występowała najczęściej w lokalach w belgradzkiej dzielnicy Skadarlija, gdzie też po raz pierwszy nagrywano jej piosenki. W latach 60. stała się jedną z najbardziej rozpoznawalnych wokalistek, specjalizujących się w bośniackich sevdalinkach. Nagrywała dla wytwórni Diskos i zagrzebskiego Yugotonu. Od 1970 pojawiała się na ekranie telewizyjnym jako wokalistka i aktorka w popularnych serialach.
W 1969 ponownie występowała w duecie z Tomą Zdravkoviciem nagrywając razem utwór Šta će mi život, bez tebe dragi. Sprzedany w nakładzie 300 tys. egzemplarzy singiel stał się jednym z najpopularniejszych nagrań w historii Jugosławii. Należała do ulubionych artystek przywódców partii komunistycznej, występując często przed Josipem Broz Titą i jego małżonką Jovanką.

## Śmierć
W ostatnich miesiącach życia Silvana obsesyjnie bała się, że umrze. Obawy te pogłębiły się po jej spotkaniu z Babą Wangą, w czasie tournee po Bułgarii w kwietniu 1976. 10 października 1976 wieczorem samochód Ford Granada, którym podróżowała wspólnie z siostrą Mirsadą i skrzypkiem Miodragiem Jašareviciem jadąc z ogromną szybkością zderzył się z ciężarówką, w rejonie wsi Kolari k. Smederewa. W wypadku zginął zarówno prowadzący samochód Jašarević, jak też obie siostry, które w chwili kolizji spały.
Pogrzeb Silvany Armenulić, z udziałem 30-50 tys. osób odbył się kilka dni później na cmentarzu Novo groblje w Belgradzie.

## Życie prywatne
W czasie występów w Belgradzie Silvana poznała swojego przyszłego męża - tenisistę Radmilo Armenulicia. Mimo sprzeciwu rodziców (Armenulić był Serbem) Silvana i Radmilo wzięli ślub w 1961, a w 1964 przyszła na świat ich jedyna córka Gordana. Rodzice nie uznali tego małżeństwa, które w 1965 praktycznie się rozpadło (formalnie do śmierci Silvany pozostali małżeństwem).

## Pamięć o wokalistce
W 2011 ukazała się książka serbskiego pisarza Dragana Markovicia Knjiga o Silvani, poświęcona postaci zmarłej piosenkarki.

## Dyskografia

### Albumy studyjne
- 1965: Voljesmo se zlato moje
- 1966: Bez tebe mi život pust i prazan
- 1970: Ženidba i ljubav
- 1971: Majko oprosti
- 1974: Da sam ptica
- 1976: Golube, poleti
- 1990: Silvana (pośmiertny)

## Filmografia
- 1970: Milorade, kam bek (film telewizyjny) jako Rada
- 1970: Ljubav na seoski način (serial telewizyjny) jako Rada
- 1972: Lov na jelene jako śpiewaczka Seka
- 1972: Gradjani sela Luga jako Hana (serial telewizyjny)
- 1973: Saniteks jako śpiewaczka (film krótkometrażowy)